# Oksprenolol
Oksprenolol (łac. oxprenololum) – wielofunkcyjny organiczny związek chemiczny, lek stosowany w leczeniu nadciśnienia tętniczego, choroby niedokrwiennej serca oraz zaburzeń rytmu serca, o działaniu blokującym receptory adrenergiczne β1 oraz β2.

## Mechanizm działania
Oksprenolol jest lekiem β-adrenolitycznym o działaniu na receptory adrenergiczne β1 oraz β2 z niewielką wewnętrzną aktywnością sympatykomimetyczną oraz właściwościami stabilizującymi błonę komórkową (efekty nieistotne klinicznie w dawkach terapeutycznych).

## Zastosowanie
- nadciśnienie tętnicze[4][7]
- choroba niedokrwienna serca[4][7]
- zaburzenia rytmu serca[4][7]
- krótkotrwałe leczenie objawowe nadmiernego pobudzenia receptorów adrenergicznych (zespół Da Costy, zespół krążenia hiperkinetycznego, objawy ze strony układu krwionośnego związane ze stresem)[4][7]

W 2016 roku oksprenolol nie był dopuszczony do obrotu w Polsce.

## Działania niepożądane
Oksprenolol może powodować następujące działania niepożądane, występujące ≥1/1000 (bardzo często, często i niezbyt często):
- zmęczenie
- zawroty głowy
- ból głowy
- somnolencja
- bezsenność
- koszmary senne
- hipotensja
- niewydolność serca
- uczucie zimna w kończynach
- parestezje
- bradykardia
- zaburzenia automatyzmu i przewodzenia
- kserostomia
- zaparcie
- nudności
- biegunka
- wymioty
- wzdęcia
- nadwrażliwość skórna
- zaburzenia wzroku
- dysfunkcje seksualne